# Мазунинское сельское поселение (Пермский край)
Мазунинское се́льское поселе́ние — упразднённое муниципальное образование в Кунгурском районе Пермского края Российской Федерации.
Административный центр — село Мазунино.

## История
Статус и границы сельского поселения установлены Законом Пермской области от 27 декабря 2004 года № 1987-436 «Об утверждении границ и о наделении статусом муниципальных образований Кунгурского района Пермской области»
Законом Пермского края от 9 декабря 2020 года упразднено 22 декабря 2020 года в связи с объединением Кунгура и Кунгурского муниципального района в Кунгурский муниципальный округ, все сельские поселения упразднены.

## Население
| 2010  | 2012  | 2013  | 2014  | 2015  | 2016  | 2017  |
| ----- | ----- | ----- | ----- | ----- | ----- | ----- |
| 1346  | ↘1340 | ↘1325 | ↘1307 | ↘1261 | ↘1251 | ↘1239 |
| 2018  | 2019  | 2020  | 2021  |       |       |       |
| ↗1245 | ↘1217 | ↘1193 | ↘1159 |       |       |       |

## Состав сельского поселения
| № | Населённый пункт | Тип населённого пункта       | Население |
| - | ---------------- | ---------------------------- | --------- |
| 1 | Кособаново       | деревня                      | 113       |
| 2 | Мазунино         | село, административный центр | 597       |
| 3 | Ольховка         | деревня                      | 44        |
| 4 | Юговское         | село                         | 592       |